# 邦楽のジャンル一覧
邦楽のジャンル一覧（ほうがくのジャンルいちらん）

## 古代に認められる邦楽の源流
- 民謡
- 声明
- 雅楽
- 神楽
- 猿楽
- 催馬楽
- 今様

## 歌唱曲
- 長唄
- 囃子
- 小唄
- 地歌
- 相撲甚句
- 平曲

## 器楽曲
- 尺八
- 箏曲
- 琵琶

## 明治時代以降
- 童謡
- 演歌
- 歌謡曲
- 流行歌
- 浪曲（浪花節）

## その他
- 沖縄音楽

## 邦楽に関連する、重要な芸能
- 浄瑠璃
- 能楽
- 歌舞伎